# Chakradharpur
Chakradharpur là một thành phố và là một đô thị ở quận Pashchimi Singhbhum ở bang Jharkhand, Ấn Độ. Thành phố này tọa lạc trên Cao nguyên Chota Nagpur. Thành phố này phục vụ các khu vực giàu khoáng sản của Jharkhand và Orissa, cũng như các ngành xi măng, thép và đá vôi trong vùng.

## Địa lý
Chakradharpur có tọa độ 22°42′B 85°38′Đ / 22,7°B 85,63°Đ. Nó có độ cao trung bình 227 mét (744 foot).

## Dân số
Theo cuộc điều tra dân số năm 2001 của Ấn Độ,India Chakradharpur có một dân số 38.352 người. Nam giới chiếm 52% dân số và nữ giới chiếm 48% dân số. Chakradharpur có một tỷ lệ biết chữ là 72%, cao hơn mức trung bình của quốc gia là 59,5%; với 78% đàn ông biết chữ và 66% phụ nữ biết chữ. 13% dân số dưới 6 tuổi.